# Sazaník západní
Sazaník západní (Calycanthus occidentalis) je druh rostliny z čeledi sazaníkovité. Je to opadavý aromatický keř se vstřícnými jednoduchými listy a nahnědle purpurovými květy. Pochází ze západních oblastí USA a je zřídka pěstován jako okrasný keř i v České republice.

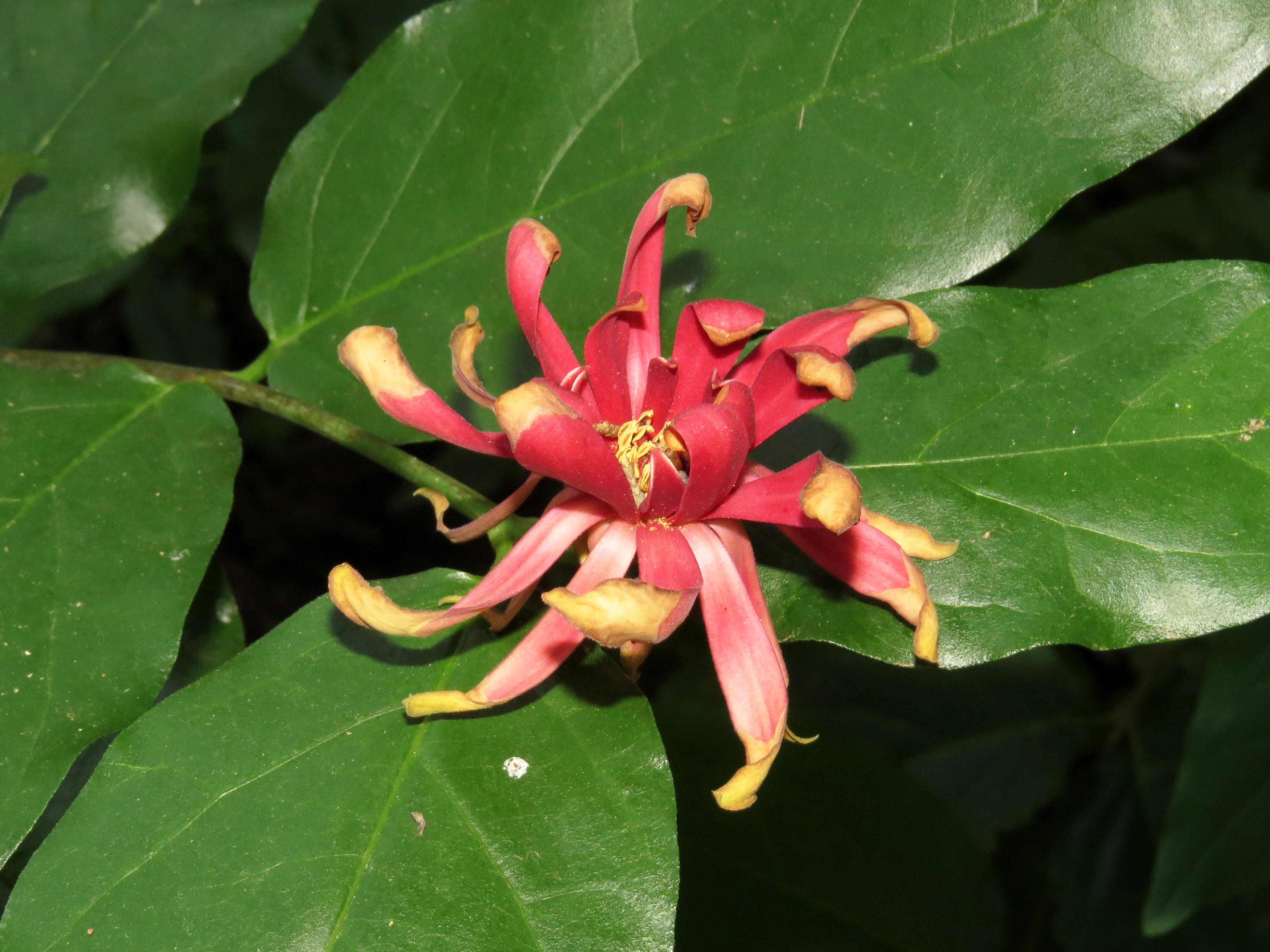
Detail květu sazaníku západního

## Popis
Sazaník západní je vzpřímený opadavý keř, dorůstající v domovině až 4 metrů výšky. Větévka při rozemnutí příjemně kořenitě voní. Postranní pupeny jsou volné a nejsou kryté bázemi řapíků. Listy jsou jednoduché, vstřícné, celokrajné. Čepel listů je kopinatá nebo eliptická, 5 až 15 cm dlouhá a 2 až 8 cm široká, na bázi zaokrouhlená až slabě srdčitá, na vrcholu špičatá nebo tupá. Listy jsou na rubu lysé nebo řídce chlupaté, zelené. Řapík je lysý nebo chlupatý, 5 až 10 mm dlouhý. Květy jsou jednotlivé, nahnědle purpurové, 5 až 7 cm široké, se zvonkovitou češulí. Okvětní lístky jsou čárkovité, lžicovité až vejčitě eliptické, na vrcholu zaoblené. Tyčinek je 10 až 15. Plody jsou vejcovitě zvonkovité, na konci nezúžené, 4 až 5 cm dlouhé.

## Rozšíření
Sazaník západní roste v západních oblastech USA v Pobřežním pásmu v Kalifornii, v jižní části Kaskádového pohoří a v západních částech pohoří Sierra Nevada. Vyskytuje se podél vodních toků a na vlhkých svazích roklí v nadmořských výškách od 200 do 1600 metrů.

## Rozlišovací znaky
Od podobného sazaníku květnatého lze sazaník západní s jistotou odlišit zejména podle pupenů, které nejsou kryté bázemi řapíků listů. Květy jsou světleji červené, s okrovými špičkami okvětních lístků. Okvětní lístky jsou užší a na vrcholu tupé. Plody nejsou na konci zúžené.

## Význam
Sazaník západní je pěstován jako okrasný keř. Vzhledem k nižší mrazuvzdornosti je pěstován řidčeji než podobný sazaník květnatý. Nejsou uváděny žádné zahradní kultivary, existuje však kříženec se sazaníkem čínským, pěstovaný pod názvem Calycanthus hybr. 'Aphrodite'. V rámci českých botanických zahrad je sazaník západní uváděn z Průhonického parku, Arboreta Semetín a ze sbírek Pražské botanické zahrady v Tróji.
Některé severoamerické indiánské kmeny používaly kůru sazaníku západního při léčbě nachlazení.

## Pěstování a množení
Nároky i množení jsou podobné jako u sazaníku květnatého, je však méně mrazuvzdorný a vyžaduje teplé a chráněné stanoviště.